# Лунн, Тор
Тор Лунн (норв. Tor Lund; 20 января 1888, Берген — 1 сентября 1972, Берген) — норвежский гимнаст, чемпион летних Олимпийских игр 1912 года в командном первенстве по произвольной системе. Выступал за клуб «Бергенс».